# Marcela Agoncillo

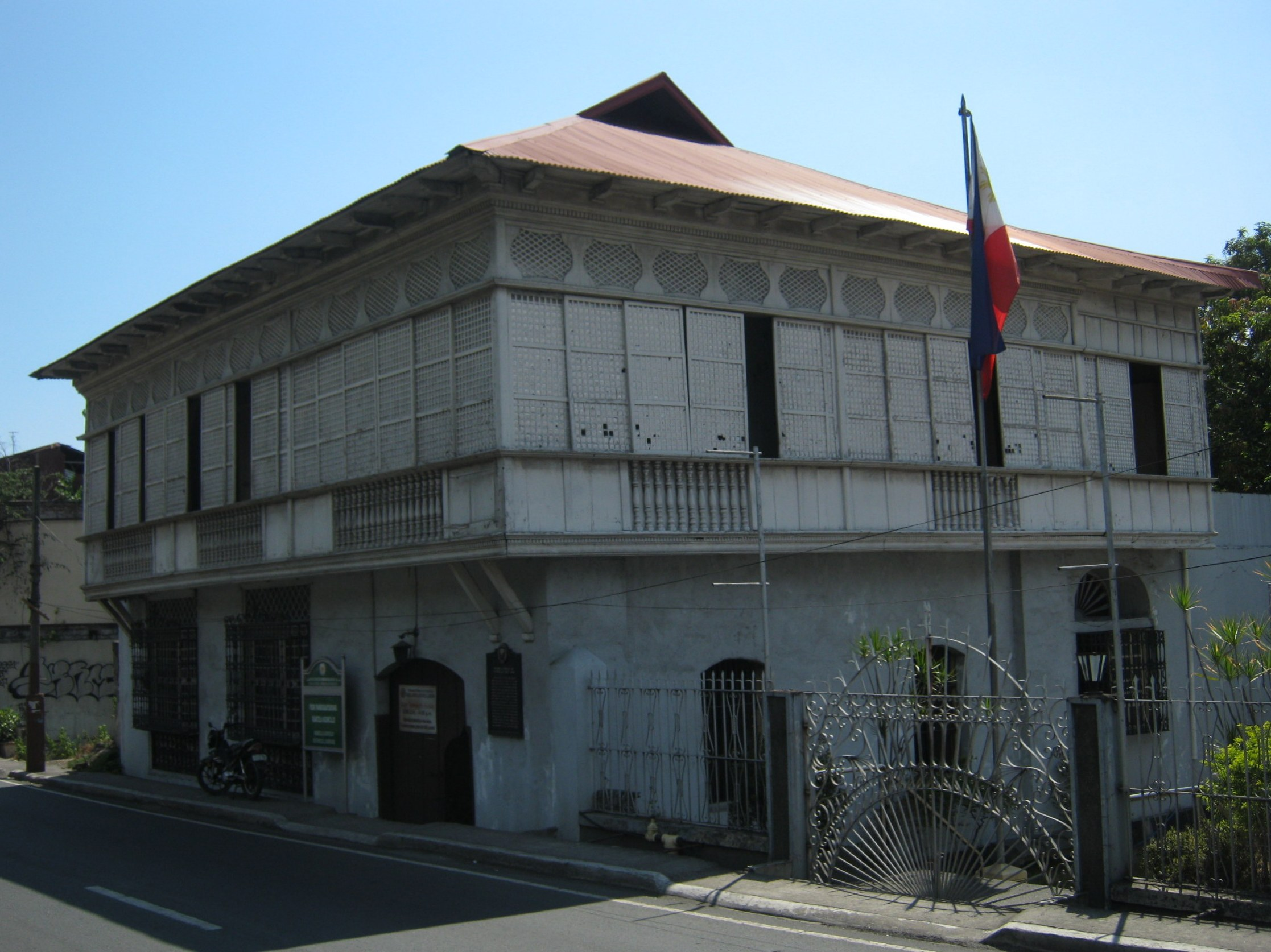
Rodowy dom Marceli Mariño de Agoncillo w Taal, Batangas

Marcela Mariño de Agoncillo (ur. 24 czerwca 1859 lub 1860, zm. 30 maja 1946) – filipińska działaczka niepodległościowa.

## Życiorys

### Pochodzenie i kontekst społeczny
W dostępnych źródłach można natknąć się na drobne rozbieżności związane z datą roczną narodzin Marceli Agoncillo. Jedne wspominają bowiem w tym kontekście 1859. Inne mówią z kolei o 1860. Wątpliwości natomiast nie budzi data dzienna, mianowicie 24 czerwca. Przyszła na świat w Taal w prowincji Batangas, na wciąż pozostających kolonialną posiadłością Hiszpanii Filipinach. Jej miasto rodzinne chlubiło się bogatymi tradycjami hafciarskimi. Prowincję zaś, z której się wywodziła uznawano ówcześnie za jedną z najbardziej rozwiniętych części archipelagu, zaraz za stołeczną Manilą. Była córką Francisca Mariño oraz Eugenii Coronel. Wcześnie straciła rodziców, przeszła w związku z tym pod opiekę dziadka.

### Wykształcenie
Marcela dorastała w rodzinnym mieście, tam też odebrała podstawową edukację. Pochodziła z zamożnej rodziny, należącej do lokalnej elity i znanej jednocześnie ze swej pobożności. Otworzyło jej to drogę do kontynuowania nauki. W okresie panowania hiszpańskiego bowiem studia były przywilejem zarezerwowanym dla przedstawicieli jedynie najzamożniejszych i najbardziej wpływowych rodzin filipińskich. Same w sobie stanowiły zatem symbol wysokiego statusu społecznego.
Marcelę wysłano do prowadzonego przez dominikanki i cieszącego się dużym prestiżem Colegio de Santa Catalina. Była to prywatna szkoła dla dziewcząt w manilskim Intramuros. Doskonaliła tam znajomość języka hiszpańskiego, nauczono ją w owej placówce także podstaw etykiety oraz zasad prowadzenia gospodarstwa domowego. Pobierała również lekcje muzyki, haftu czy tkactwa. Zdobyła zatem solidne wykształcenie, odpowiadające jednocześnie w pełni ówczesnym wyobrażeniom o kobietach przynależnych do wyższych klas społecznych.

### Małżeństwo
O rękę Marceli starało się wielu młodych mężczyzn. Kobieta była uznawana za jedną z najlepszych partii w regionie. Ceniono ją za urodę oraz umiejętności wokalne. Od czasu do czasu występowała zresztą w zarzuelach wystawianych w Batangas. Relatywnie późno, bo jako trzydziestolatka poślubiła prawnika Felipe Agoncillo. Dokładna data zawarcia przez nią związku małżeńskiego pozostaje nieznana. Świadectwo ślubu spłonęło bowiem, wraz z innymi dokumentami i pamiątkami rodzinnymi, w lutym 1945, podczas walk o wyzwolenie Malate spod okupacji japońskiej. Małżeństwo było szczęśliwe i harmonijne. Para doczekała się sześciu córek. Były to kolejno Lorenza, Gregoria, Eugenia, Marcela, Adela oraz Maria.

### Emigracja polityczna
Działalność społeczna Felipe, zwłaszcza zaś świadczona przezeń bezpłatna pomoc prawna dla ofiar skorumpowanego systemu hiszpańskich rządów kolonialnych na Filipinach szybko uczyniła zeń postać podejrzaną w oczach władz. Musiał w związku z tym opuścić kraj w 1895, zatem jeszcze przed wybuchem rewolucji filipińskiej z 1896. Najpierw krótko przebywał w japońskiej Jokohamie, wreszcie zaś zamieszkał w kontrolowanym przez Brytyjczyków Hongkongu. Niespełna dwa lata później dołączyła do niego Marcela wraz z dziećmi. Małżonkowie tym samym poszli śladem wielu innych przedstawicieli filipińskiej elity intelektualnej i politycznej, którzy po wybuchu antyhiszpańskiego powstania w pewnym momencie wybrali drogę czasowej politycznej emigracji. Zamieszkali w dystrykcie Wan Chai. Ich dom szybko stał się ważnym miejscem spotkań filipińskich uchodźców.

### Powstanie filipińskiej flagi
Właśnie w Hongkongu w maju 1898 Emilio Aguinaldo, polityk stojący na czele filipińskiego rządu rewolucyjnego poprosił Agoncillo o uszycie flagi państwowej wykonanej według jego własnego projektu. Każdy element tej flagi miał nieść ze sobą określone przesłanie. Biały trójkąt symbolizował zatem równość. Niebieski pas odnosił się do pokoju, prawdy oraz sprawiedliwości, czerwony natomiast miał reprezentować patriotyzm oraz odwagę.
Kobieta zakupiła niezbędny jedwab i w ciągu pięciu dni stworzyła ów symbol narodowy. Pomagały jej najstarsza córka Lorenza oraz Delfina Herbosa de Natividad, siostrzenica Jose Rizala. Agoncillo osobiście wręczyła gotową flagę Aguinaldo. Ten zaś zabrał ją ze sobą na Filipiny. Po raz pierwszy wykorzystano ją po zwycięskiej dla wojsk filipińskich bitwy pod Alapan z 28 maja 1898. 
Wykonana przez Marcelę flaga powiewała też podczas ceremonii ogłoszenia filipińskiej niepodległości w Kawit w prowincji Cavite 12 czerwca 1898. Marcela nie mogła być świadkiem naocznym uroczystości, pozostała bowiem w Hongkongu. Do kraju powróciła dopiero w 1907, zatem już po tym gdy kontrolę nad nim przejęli Amerykanie.

### Śmierć i pochówek
Zmarła 30 maja 1946. Źródła nie są zgodne co do miejsca jej zgonu. Jedne mówią, że nastąpił on w Manili. Inne natomiast wspominają w tym kontekście o jej rodzinnym Taal. Marcelę powołano wraz z mężem na stołecznym cmentarzu La Loma. Zgodnie z jej ostatnim życzeniem ich dom w Taal przekształcono w muzeum.

## Obecność w kulturze
Marcela Agoncillo na trwale zapisała się w filipińskiej pamięci zbiorowej. Nazywana jest matką filipińskiej flagi. Jako taka została uwieczniona w licznych dziełach sztuki opiewających ten właśnie symbol narodowy. Wśród ich twórców znaleźli się jedni z najbardziej prominentnych przedstawicieli sztuki filipińskiej, nierzadko kawalerowie Orderu Narodowego Artysty Filipin. Napoleon Abueva, ojciec współczesnej filipińskiej rzeźby, stworzył zatem Three Women Sewing the First Philippine Flag, odsłoniętą w 1996 w ogrodach Uniwersytetu Filipin. Fernando Amorsolo namalował Confeccion de la Standarte Nacional (Making of the Philippine Flag) (1955).
Na przestrzeni dekad podejmowano starania, by wpisać Marcelę w krajową mitologię, a tym samym wzmocnić wciąż kształtującą się filipińską tożsamość narodową. Agoncillo znalazła się na znaczku wyemitowanym przez krajową pocztę w 1973. Imię kobiety nosi także jedna z ulic w jej rodzinnym Taal.